# Danske buske
Den følgende oversigt rummer slægter, som kan klare sig i Danmark. Det være sig hjemmehørende eller dyrkede planter. Listen er næppe komplet, og de kommende klimaforandringer kan sikkert bringe uorden i den. Dels vil nogle falde fra, og dels vil nye komme til.
Slægter mærket med asterisk (*) kan også udvikle træagtige former eller blive til regulære træer.
Slægter
- Abelia
- Aralie (Aralia)
- Aucuba
- Benved (Euonymus)*
- Berberis
- Bjerglyng (Rhododendron) - tidligere: Menziesia
- Bjergte (Gaultheria)
- Blærebælg (Colutea)
- Blærespiræa (Physocarpus)
- Bregnepors (Comptonia)
- Bukketorn (Lycium)
- Buksbom (Buxus)
- Bærmispel (Amelanchier)
- Bølle (Vaccinium)
- Ceanothus
- Celaster (Celastrus)
- Chimonanthus
- Dafne (Daphne)
- Diervilla
- Dronningebusk (Kolkwitzia)
- Drueved (Itea)
- Dværgmispel (Cotoneaster)*
- Ene (Juniperus)*
- Eskallonia (Escallonia)
- Flaskerenser (Callistemon)
- Fuksia (Fuchsia)
- Gedeblad (Lonicera)
- Glasbær (Callicarpa)
- Gyvel (Cytisus)
- Hassel (Corylus)*
- Hasselbror (Corylopsis)
- Havtorn (Hippophaë)*
- Hebe
- Hedelyng (Calluna)
- Hibiskus (Hibiscus)
- Holodiscus
- Hortensia (Hydrangea)
- Hyld (Sambucus)*
- Ildtorn (Pyracantha)
- Indigo (Indigofera)
- Irsk Lyng (Daboecia)
- Isop (Hyssopus)
- Japankvæde (Chaenomeles)
- Japanmispel (Eriobotrya)*
- Jasmin (Jasminum)
- Kalmia
- Kamelia (Camellia)
- Kanelbusk (Calycanthus)
- Kantlyng (Cassiope)
- Knapbusk (Cephalanthus)
- Konvalbusk (Clethra)
- Kornel (Cornus)*
- Korsved (Rhamnus)*
- Kristtorn (Ilex)*
- Kvalkved (Viburnum)*
- Lavendel (Lavandula)
- Ledris (Ephedra)
- Leucothoë
- Leycesteria
- Liguster (Ligustrum)
- Linnaea
- Lyng (Erica)
- Læderløv (Chamaedaphne)
- Mahonie (Mahonia) – Mahonibusk
- Malurt (Artemisia)
- Melbærris (Arctostaphylos)
- Mispel (Mespilus)*
- Morbær (Morus)*
- Myricaria
- Osmanthus
- Pagodebusk (Enkianthus)
- Parykbusk (Cotinus)*
- Perikon (Hypericum)
- Perlebusk (Exochorda)
- Pibeved (Philadelphus)* – Uægte Jasmin
- Pieris
- Pil (Salix)*
- Poppelrose (Lavatera)
- Pors (Myrica)
- Post (Rhododendron) tidligere: Ledum
- Potentil (Potentilla)
- Pæon (Paeonia)
- Ranunkelbusk (Kerria)
- Revling (Empetrum)
- Ribs (Ribes)
- Rododendron (Rhododendron)*
- Rose (Rosa)
- Rosmarin (Rosmarinus)
- Rypelyng (Dryas)
- Snebær (Symphoricarpos)
- Sneflokketræ (Chionanthus)
- Sneklokketræ (Halesia)*
- Soløje (Helianthemum)
- Soløjetræ (Cistus)
- Sommerfuglebusk (Buddleia)
- Stjernetop (Deutzia)
- Stuearalie (Fatsia)
- Surbær (Aronia)
- Syren (Syringa)*
- Sølvblad (Elaeagnus)*
- Timian (Thymus)
- Tjørn (Crataegus)*
- Tornblad (Ulex)
- Troldel (Fothergilla)
- Troldnød (Hamamelis)
- Vedbend (Hedera)
- Visse (Genista)
- Vårguld (Forsythia)
- Ærtetræ (Caragana)

Arter
- Abild (Malus sylvestris)
- Almindelig figen (Ficus carica) Begrænset hårdførhed.
- Almindelig hæg (Prunus padus)
- Grøn-El (Alnus viridis)
- Kirsebærblomme (Prunus cerasifera) – ”Mirabel”
- Navr (Acer campestre)
- Osagetorn (Maclura pomifera)
- Sargents æble (Malus sargentii)
- Slåen (Prunus spinosa)
- Tørst (Frangula alnus)